# Oscar voor beste kostuumontwerp
De Academy Award voor beste kostuumontwerp (Engels: Academy Award for Best Costume Design, ook bekend als Oscar voor beste kostuumontwerp) is een jaarlijkse filmprijs van de Academy of Motion Picture Arts and Sciences. De Oscar voor kostuumontwerpers werd voor de eerste maal uitgereikt in 1949.

## Winnaars en genomineerden
De winnaars staan bovenaan in vette letters op een gele achtergrond. De overige films en kostuumontwerpers die werden genomineerd staan eronder vermeld in alfabetische volgorde.

### 1948-1949
| Jaar                       | Film                                   | Ontwerper(s) |
| -------------------------- | -------------------------------------- | ------------ |
| 1948 (21e)                 |                                        |              |
| Zwart-wit                  |                                        |              |
| Hamlet                     | Roger K. Furse                         |              |
| B.F.'s Daughter            | Irene                                  |              |
| Kleur                      |                                        |              |
| Joan of Arc                | Dorothy Jeakins en Karinska            |              |
| The Emperor Waltz          | Edith Head en Gile Steele              |              |
| 1949 (22e)                 |                                        |              |
| Zwart-wit                  |                                        |              |
| The Heiress                | Edith Head en Gile Steele              |              |
| Prince of Foxes            | Vittorio Nino Novarese                 |              |
| Kleur                      |                                        |              |
| The Adventures of Don Juan | Leah Rhodes, Travilla en Marjorie Best |              |
| Mother Is a Freshman       | Kay Nelson                             |              |

### 1950-1959
| Jaar                                   | Film                                                                     | Ontwerper(s) |
| -------------------------------------- | ------------------------------------------------------------------------ | ------------ |
| 1950 (23e)                             |                                                                          |              |
| Zwart-wit                              |                                                                          |              |
| All About Eve                          | Edith Head en Charles LeMaire                                            |              |
| Born Yesterday                         | Jean Louis                                                               |              |
| The Magnificent Yankee                 | Walter Plunkett                                                          |              |
| Kleur                                  |                                                                          |              |
| Samson and Delilah                     | Edith Head, Dorothy Jeakins, Elois Jenssen, Gile Steele en Gwen Wakeling |              |
| The Black Rose                         | Michael Whittaker                                                        |              |
| That Forsyte Woman                     | Walter Plunkett en Valles                                                |              |
| 1951 (24e)                             |                                                                          |              |
| Zwart-wit                              |                                                                          |              |
| A Place in the Sun                     | Edith Head                                                               |              |
| Kind Lady                              | Walter Plunkett en Gile Steele                                           |              |
| The Model and the Marriage Broker      | Charles LeMaire en Renie                                                 |              |
| The Mudlark                            | Edward Stevenson en Margaret Furse                                       |              |
| A Streetcar Named Desire               | Lucinda Ballard                                                          |              |
| Kleur                                  |                                                                          |              |
| An American in Paris                   | Orry-Kelly, Walter Plunkett en Irene Sharaff                             |              |
| David and Bathsheba                    | Charles LeMaire en Edward Stevenson                                      |              |
| The Great Caruso                       | Helen Rose en Gile Steele                                                |              |
| Quo Vadis                              | Herschel McCoy                                                           |              |
| Tales of Hoffmann                      | Hein Heckroth                                                            |              |
| 1952 (25e)                             |                                                                          |              |
| Zwart-wit                              |                                                                          |              |
| The Bad and the Beautiful              | Helen Rose                                                               |              |
| Affair in Trinidad                     | Jean Louis                                                               |              |
| Carrie                                 | Edith Head                                                               |              |
| My Cousin Rachel                       | Charles LeMaire en Dorothy Jeakins                                       |              |
| Sudden Fear                            | Sheila O'Brien                                                           |              |
| Kleur                                  |                                                                          |              |
| Moulin Rouge                           | Marcel Vertes                                                            |              |
| The Greatest Show on Earth             | Edith Head, Dorothy Jeakins en Miles White                               |              |
| Hans Christian Andersen                | Clave, Mary Wills en Madame Karinska                                     |              |
| The Merry Widow                        | Helen Rose en Gile Steele                                                |              |
| With a Song in My Heart                | Charles LeMaire                                                          |              |
| 1953 (26e)                             |                                                                          |              |
| Zwart-wit                              |                                                                          |              |
| Roman Holiday                          | Edith Head                                                               |              |
| The Actress                            | Walter Plunkett                                                          |              |
| Dream Wife                             | Helen Rose en Herschel McCoy                                             |              |
| From Here to Eternity                  | Jean Louis                                                               |              |
| The President's Lady                   | Charles LeMaire en Renie                                                 |              |
| Kleur                                  |                                                                          |              |
| The Robe                               | Charles LeMaire en Emile Santiago                                        |              |
| The Band Wagon                         | Mary Ann Nyberg                                                          |              |
| Call Me Madam                          | Irene Sharaff                                                            |              |
| How to Marry a Millionaire             | Charles LeMaire en Travilla                                              |              |
| Young Bess                             | Walter Plunkett                                                          |              |
| 1954 (27e)                             |                                                                          |              |
| Zwart-wit                              |                                                                          |              |
| Sabrina                                | Edith Head                                                               |              |
| The Earrings of Madame de...           | Georges Annenkov en Rosine Delamare                                      |              |
| Executive Suite                        | Helen Rose                                                               |              |
| Indiscretion of an American Wife       | Christian Dior                                                           |              |
| It Should Happen to You                | Jean Louis                                                               |              |
| Kleur                                  |                                                                          |              |
| Gate of Hell                           | Sanzo Wada                                                               |              |
| Brigadoon                              | Irene Sharaff                                                            |              |
| Desiree                                | Charles LeMaire en René Hubert                                           |              |
| A Star Is Born                         | Jean Louis, Mary Ann Nyberg en Irene Sharaff                             |              |
| There's No Business Like Show Business | Charles LeMaire, Travilla en Miles White                                 |              |
| 1955 (28e)                             |                                                                          |              |
| Zwart-wit                              |                                                                          |              |
| I'll Cry Tomorrow                      | Helen Rose                                                               |              |
| The Pickwick Papers                    | Beatrice Dawson                                                          |              |
| Queen Bee                              | Jean Louis                                                               |              |
| The Rose Tattoo                        | Edith Head                                                               |              |
| Ugetsu                                 | Tadaoto Kainoscho                                                        |              |
| Kleur                                  |                                                                          |              |
| Love Is a Many-Splendored Thing        | Charles LeMaire                                                          |              |
| Guys and Dolls                         | Irene Sharaff                                                            |              |
| Interrupted Melody                     | Helen Rose                                                               |              |
| To Catch a Thief                       | Edith Head                                                               |              |
| The Virgin Queen                       | Charles LeMaire en Mary Wills                                            |              |
| 1956 (29e)                             |                                                                          |              |
| Zwart-wit                              |                                                                          |              |
| The Solid Gold Cadillac                | Jean Louis                                                               |              |
| The Magnificent Seven                  | Kohei Ezaki                                                              |              |
| The Power and the Prize                | Helen Rose                                                               |              |
| The Proud and Profane                  | Edith Head                                                               |              |
| Teenage Rebel                          | Charles LeMaire en Mary Wills                                            |              |
| Kleur                                  |                                                                          |              |
| The King and I                         | Irene Sharaff                                                            |              |
| Around the World in 80 Days            | Miles White                                                              |              |
| Giant                                  | Moss Mabry en Marjorie Best                                              |              |
| The Ten Commandments                   | Edith Head, Ralph Jester, John Jensen, Dorothy Jeakins en Arnold Friberg |              |
| War and Peace                          | Marie De Matteis                                                         |              |
| 1957 (30e)                             |                                                                          |              |
| Les Girls                              | Orry-Kelly                                                               |              |
| An Affair to Remember                  | Charles LeMaire                                                          |              |
| Funny Face                             | Edith Head en Hubert de Givenchy                                         |              |
| Pal Joey                               | Jean Louis                                                               |              |
| Raintree County                        | Walter Plunkett                                                          |              |
| 1958 (31e)                             |                                                                          |              |
| Gigi                                   | Cecil Beaton                                                             |              |
| Bell, Book and Candle                  | Jean Louis                                                               |              |
| The Buccaneer                          | Ralph Jester, Edith Head en John Jensen                                  |              |
| A Certain Smile                        | Charles LeMaire en Mary Wills                                            |              |
| Some Came Running                      | Walter Plunkett                                                          |              |
| 1959 (32e)                             |                                                                          |              |
| Zwart-wit                              |                                                                          |              |
| Some Like It Hot                       | Orry-Kelly                                                               |              |
| Career                                 | Edith Head                                                               |              |
| The Diary of Anne Frank                | Charles LeMaire en Mary Wills                                            |              |
| The Gazebo                             | Helen Rose                                                               |              |
| The Young Philadelphians               | Howard Shoup                                                             |              |
| Kleur                                  |                                                                          |              |
| Ben-Hur                                | Elizabeth Haffenden                                                      |              |
| The Best of Everything                 | Adele Palmer                                                             |              |
| The Big Fisherman                      | Renie                                                                    |              |
| The Five Pennies                       | Edith Head                                                               |              |
| Porgy and Bess                         | Irene Sharaff                                                            |              |

### 1960-1969
| Jaar                                      | Film                                           | Ontwerper(s) |
| ----------------------------------------- | ---------------------------------------------- | ------------ |
| 1960 (33e)                                |                                                |              |
| Zwart-wit                                 |                                                |              |
| The Facts of Life                         | Edith Head en Edward Stevenson                 |              |
| Never on Sunday                           | Deni Vachlioti                                 |              |
| The Rise and Fall of Legs Diamond         | Howard Shoup                                   |              |
| Seven Thieves                             | Bill Thomas                                    |              |
| The Virgin Spring                         | Marik Vos                                      |              |
| Kleur                                     |                                                |              |
| Spartacus                                 | Valles en Bill Thomas                          |              |
| Can-Can                                   | Irene Sharaff                                  |              |
| Midnight Lace                             | Irene                                          |              |
| Pepe                                      | Edith Head                                     |              |
| Sunrise at Campobello                     | Marjorie Best                                  |              |
| 1961 (34e)                                |                                                |              |
| Zwart-wit                                 |                                                |              |
| La Dolce Vita                             | Piero Gherardi                                 |              |
| The Children's Hour                       | Dorothy Jeakins                                |              |
| Claudelle Inglish                         | Howard Shoup                                   |              |
| Judgment at Nuremberg                     | Jean Louis                                     |              |
| Yojimbo                                   | Yoshiro Muraki                                 |              |
| Kleur                                     |                                                |              |
| West Side Story                           | Irene Sharaff                                  |              |
| Babes in Toyland                          | Bill Thomas                                    |              |
| Back Street                               | Jean Louis                                     |              |
| Flower Drum Song                          | Irene Sharaff                                  |              |
| Pocketful of Miracles                     | Edith Head en Walter Plunkett                  |              |
| 1962 (35e)                                |                                                |              |
| Zwart-wit                                 |                                                |              |
| What Ever Happened to Baby Jane?          | Norma Koch                                     |              |
| Days of Wine and Roses                    | Don Feld                                       |              |
| The Man Who Shot Liberty Valance          | Edith Head                                     |              |
| The Miracle Worker                        | Ruth Morley                                    |              |
| Phaedra                                   | Denny Vachlioti                                |              |
| Kleur                                     |                                                |              |
| The Wonderful World of the Brothers Grimm | Mary Wills                                     |              |
| Bon Voyage!                               | Bill Thomas                                    |              |
| Gypsy                                     | Orry-Kelly                                     |              |
| Meredith Willson's The Music Man          | Dorothy Jeakins                                |              |
| My Geisha                                 | Edith Head                                     |              |
| 1963 (36e)                                |                                                |              |
| Zwart-wit                                 |                                                |              |
| Federico Fellini's 8½                     | Piero Gherardi                                 |              |
| Love with the Proper Stranger             | Edith Head                                     |              |
| The Stripper                              | Travilla                                       |              |
| Toys in the Attic                         | Bill Thomas                                    |              |
| Wives and Lovers                          | Edith Head                                     |              |
| Kleur                                     |                                                |              |
| Cleopatra                                 | Irene Sharaff, Vittorio Nino Novarese en Renie |              |
| The Cardinal                              | Donald Brooks                                  |              |
| How the West Was Won                      | Walter Plunkett                                |              |
| The Leopard                               | Piero Tosi                                     |              |
| A New Kind of Love                        | Edith Head                                     |              |
| 1964 (37e)                                |                                                |              |
| Zwart-wit                                 |                                                |              |
| The Night of the Iguana                   | Dorothy Jeakins                                |              |
| A House Is Not a Home                     | Edith Head                                     |              |
| Hush... Hush, Sweet Charlotte             | Norma Koch                                     |              |
| Kisses for My President                   | Howard Shoup                                   |              |
| The Visit                                 | René Hubert                                    |              |
| Kleur                                     |                                                |              |
| My Fair Lady                              | Cecil Beaton                                   |              |
| Becket                                    | Margaret Furse                                 |              |
| Mary Poppins                              | Tony Walton                                    |              |
| The Unsinkable Molly Brown                | Morton Haack                                   |              |
| What a Way to Go!                         | Edith Head en Moss Mabry                       |              |
| 1965 (38e)                                |                                                |              |
| Zwart-wit                                 |                                                |              |
| Darling                                   | Julie Harris                                   |              |
| Morituri                                  | Moss Mabry                                     |              |
| A Rage to Live                            | Howard Shoup                                   |              |
| Ship of Fools                             | Bill Thomas en Jean Louis                      |              |
| The Slender Thread                        | Edith Head                                     |              |
| Kleur                                     |                                                |              |
| Doctor Zhivago                            | Phyllis Dalton                                 |              |
| The Agony and the Ecstasy                 | Vittorio Nino Novarese                         |              |
| The Greatest Story Ever Told              | Vittorio Nino Novarese en Marjorie Best        |              |
| Inside Daisy Clover                       | Edith Head en Bill Thomas                      |              |
| The Sound of Music                        | Dorothy Jeakins                                |              |
| 1966 (39e)                                |                                                |              |
| Zwart-wit                                 |                                                |              |
| Who's Afraid of Virginia Woolf?           | Irene Sharaff                                  |              |
| The Gospel According to St. Matthew       | Danilo Donati                                  |              |
| Mandragola                                | Danilo Donati                                  |              |
| Mister Buddwing                           | Helen Rose                                     |              |
| Morgan!                                   | Jocelyn Rickards                               |              |
| Kleur                                     |                                                |              |
| A Man for All Seasons                     | Elizabeth Haffenden en Joan Bridge             |              |
| Gambit                                    | Jean Louis                                     |              |
| Hawaii                                    | Dorothy Jeakins                                |              |
| Juliet of the Spirits                     | Piero Gherardi                                 |              |
| The Oscar                                 | Edith Head                                     |              |
| 1967 (40e)                                |                                                |              |
| Camelot                                   | John Truscott                                  |              |
| Bonnie and Clyde                          | Theadora Van Runkle                            |              |
| The Happiest Millionaire                  | Bill Thomas                                    |              |
| The Taming of the Shrew                   | Irene Sharaff en Danilo Donati                 |              |
| Thoroughly Modern Millie                  | Jean Louis                                     |              |
| 1968 (41e)                                |                                                |              |
| Romeo and Juliet                          | Danilo Donati                                  |              |
| The Lion in Winter                        | Margaret Furse                                 |              |
| Oliver!                                   | Phyllis Dalton                                 |              |
| Planet of the Apes                        | Morton Haack                                   |              |
| Star!                                     | Donald Brooks                                  |              |
| 1969 (42e)                                |                                                |              |
| Anne of the Thousand Days                 | Margaret Furse                                 |              |
| Gaily, Gaily                              | Ray Aghayan                                    |              |
| Hello, Dolly!                             | Irene Sharaff                                  |              |
| Sweet Charity                             | Edith Head                                     |              |
| They Shoot Horses, Don't They?            | Donfeld                                        |              |

### 1970-1979
| Jaar                               | Film                                    | Ontwerper(s) |
| ---------------------------------- | --------------------------------------- | ------------ |
| 1970 (43e)                         |                                         |              |
| Cromwell                           | Nino Novarese                           |              |
| Airport                            | Edith Head                              |              |
| Darling Lili                       | Donald Brooks en Jack Bear              |              |
| The Hawaiians                      | Bill Thomas                             |              |
| Scrooge                            | Margaret Furse                          |              |
| 1971 (44e)                         |                                         |              |
| Nicholas and Alexandra             | Yvonne Blake en Antonio Castillo        |              |
| Bedknobs and Broomsticks           | Bill Thomas                             |              |
| Death in Venice                    | Piero Tosi                              |              |
| Mary, Queen of Scots               | Margaret Furse                          |              |
| What's the Matter with Helen?      | Morton Haack                            |              |
| 1972 (45e)                         |                                         |              |
| Travels with My Aunt               | Anthony Powell                          |              |
| The Godfather                      | Anna Hill Johnstone                     |              |
| Lady Sings the Blues               | Bob Mackie, Ray Aghayan en Norma Koch   |              |
| The Poseidon Adventure             | Paul Zastupnevich                       |              |
| Young Winston                      | Anthony Mendleson                       |              |
| 1973 (46e)                         |                                         |              |
| The Sting                          | Edith Head                              |              |
| Cries and Whispers                 | Marik Vos                               |              |
| Ludwig                             | Piero Tosi                              |              |
| Tom Sawyer                         | Donfeld                                 |              |
| The Way We Were                    | Dorothy Jeakins en Moss Mabry           |              |
| 1974 (47e)                         |                                         |              |
| The Great Gatsby                   | Theoni V. Aldredge                      |              |
| Chinatown                          | Anthea Sylbert                          |              |
| Daisy Miller                       | John Furness                            |              |
| The Godfather Part II              | Theadora Van Runkle                     |              |
| Murder on the Orient Express       | Tony Walton                             |              |
| 1975 (48e)                         |                                         |              |
| Barry Lyndon                       | Ulla-Britt Soderlund en Milena Canonero |              |
| The Four Musketeers                | Yvonne Blake en Ron Talsky              |              |
| Funny Lady                         | Ray Aghayan en Bob Mackie               |              |
| The Magic Flute                    | Henny Noremark en Karin Erskine         |              |
| The Man Who Would Be King          | Edith Head                              |              |
| 1976 (49e)                         |                                         |              |
| Fellini's Casanova                 | Danilo Donati                           |              |
| Bound for Glory                    | William Theiss                          |              |
| The Incredible Sarah               | Anthony Mendleson                       |              |
| The Passover Plot                  | Mary Wills                              |              |
| The Seven-Per-Cent Solution        | Alan Barrett                            |              |
| 1977 (50e)                         |                                         |              |
| Star Wars                          | John Mollo                              |              |
| Airport '77                        | Edith Head en Burton Miller             |              |
| Julia                              | Anthea Sylbert                          |              |
| A Little Night Music               | Florence Klotz                          |              |
| The Other Side of Midnight         | Irene Sharaff                           |              |
| 1978 (51e)                         |                                         |              |
| Death on the Nile                  | Anthony Powell                          |              |
| Caravans                           | Renie Conley                            |              |
| Days of Heaven                     | Patricia Norris                         |              |
| The Swarm                          | Paul Zastupnevich                       |              |
| The Wiz                            | Tony Walton                             |              |
| 1979 (52e)                         |                                         |              |
| All That Jazz                      | Albert Wolsky                           |              |
| Agatha                             | Shirley Russell                         |              |
| Butch and Sundance: The Early Days | William Ware Theiss                     |              |
| The Europeans                      | Judy Moorcroft                          |              |
| La Cage aux Folles                 | Piero Tosi en Ambra Danon               |              |

### 1980-1989
| Jaar                               | Film                             | Ontwerper(s) |
| ---------------------------------- | -------------------------------- | ------------ |
| 1980 (53e)                         |                                  |              |
| Tess                               | Anthony Powell                   |              |
| The Elephant Man                   | Patricia Norris                  |              |
| My Brilliant Career                | Anna Senior                      |              |
| Somewhere in Time                  | Jean-Pierre Dorleac              |              |
| When Time Ran Out                  | Paul Zastupnevich                |              |
| 1981 (54e)                         |                                  |              |
| Chariots of Fire                   | Milena Canonero                  |              |
| The French Lieutenant's Woman      | Tom Rand                         |              |
| Pennies from Heaven                | Bob Mackie                       |              |
| Ragtime                            | Anna Hill Johnstone              |              |
| Reds                               | Shirley Russell                  |              |
| 1982 (55e)                         |                                  |              |
| Gandhi                             | John Mollo en Bhanu Athaiya      |              |
| La Traviata                        | Piero Tosi                       |              |
| Sophie's Choice                    | Albert Wolsky                    |              |
| Tron                               | Elois Jenssen en Rosanna Norton  |              |
| Victor/Victoria                    | Patricia Norris                  |              |
| 1983 (56e)                         |                                  |              |
| Fanny & Alexander                  | Marik Vos                        |              |
| Cross Creek                        | Joe I. Tompkins                  |              |
| Heart Like a Wheel                 | William Ware Theiss              |              |
| The Return of Martin Guerre        | Anne-Marie Marchand              |              |
| Zelig                              | Santo Loquasto                   |              |
| 1984 (57e)                         |                                  |              |
| Amadeus                            | Theodor Pistek                   |              |
| 2010                               | Patricia Norris                  |              |
| The Bostonians                     | Jenny Beavan en John Bright      |              |
| A Passage to India                 | Judy Moorcroft                   |              |
| Places in the Heart                | Ann Roth                         |              |
| 1985 (58e)                         |                                  |              |
| Ran                                | Emi Wada                         |              |
| The Color Purple                   | Aggie Guerard Rodgers            |              |
| The Journey of Natty Gann          | Albert Wolsky                    |              |
| Out of Africa                      | Milena Canonero                  |              |
| Prizzi's Honor                     | Donfeld                          |              |
| 1986 (59e)                         |                                  |              |
| A Room with a View                 | Jenny Beavan en John Bright      |              |
| The Mission                        | Enrico Sabbatini                 |              |
| Otello                             | Anna Anni en Maurizio Millenotti |              |
| Peggy Sue Got Married              | Theadora Van Runkle              |              |
| Pirates                            | Anthony Powell                   |              |
| 1987 (60e)                         |                                  |              |
| The Last Emperor                   | James Acheson                    |              |
| The Dead                           | Dorothy Jeakins                  |              |
| Empire of the Sun                  | Bob Ringwood                     |              |
| Maurice                            | Jenny Beavan en John Bright      |              |
| The Untouchables                   | Marilyn Vance-Straker            |              |
| 1988 (61e)                         |                                  |              |
| Dangerous Liaisons                 | James Acheson                    |              |
| Coming to America                  | Deborah Nadoolman                |              |
| A Handful of Dust                  | Jane Robinson                    |              |
| Sunset                             | Patricia Norris                  |              |
| Tucker: The Man and His Dream      | Milena Canonero                  |              |
| 1989 (62e)                         |                                  |              |
| Henry V                            | Phyllis Dalton                   |              |
| The Adventures of Baron Munchausen | Gabriella Pescucci               |              |
| Driving Miss Daisy                 | Elizabeth McBride                |              |
| Harlem Nights                      | Joe I. Tompkins                  |              |
| Valmont                            | Theodor Pistek                   |              |

### 1990-1999
| Jaar                                             | Film                          | Ontwerper(s) |
| ------------------------------------------------ | ----------------------------- | ------------ |
| 1990 (63e)                                       |                               |              |
| Cyrano de Bergerac                               | Franca Squarciapino           |              |
| Avalon                                           | Gloria Gresham                |              |
| Dances with Wolves                               | Elsa Zamparelli               |              |
| Dick Tracy                                       | Milena Canonero               |              |
| Hamlet                                           | Maurizio Millenotti           |              |
| 1991 (64e)                                       |                               |              |
| Bugsy                                            | Albert Wolsky                 |              |
| The Addams Family                                | Ruth Myers                    |              |
| Barton Fink                                      | Richard Hornung               |              |
| Hook                                             | Anthony Powell                |              |
| Madame Bovary                                    | Corinne Jorry                 |              |
| 1992 (65e)                                       |                               |              |
| Bram Stoker's Dracula                            | Eiko Ishioka                  |              |
| Enchanted April                                  | Sheena Napier                 |              |
| Howards End                                      | Jenny Beavan en John Bright   |              |
| Malcolm X                                        | Ruth Carter                   |              |
| Toys                                             | Albert Wolsky                 |              |
| 1993 (66e)                                       |                               |              |
| The Age of Innocence                             | Gabriella Pescucci            |              |
| Orlando                                          | Sandy Powell                  |              |
| The Piano                                        | Janet Patterson               |              |
| The Remains of the Day                           | Jenny Beavan en John Bright   |              |
| Schindler's List                                 | Anna Biedrzycka-Sheppard      |              |
| 1994 (67e)                                       |                               |              |
| The Adventures of Priscilla, Queen of the Desert | Lizzy Gardiner en Tim Chappel |              |
| Bullets Over Broadway                            | Jeffrey Kurland               |              |
| Little Women                                     | Colleen Atwood                |              |
| Maverick                                         | April Ferry                   |              |
| Queen Margot                                     | Moidele Bickel                |              |
| 1995 (68e)                                       |                               |              |
| Restoration                                      | James Acheson                 |              |
| 12 Monkeys                                       | Julie Weiss                   |              |
| Braveheart                                       | Charles Knode                 |              |
| Richard III                                      | Shuna Harwood                 |              |
| Sense and Sensibility                            | Jenny Beavan en John Bright   |              |
| 1996 (69e)                                       |                               |              |
| The English Patient                              | Ann Roth                      |              |
| Angels and Insects                               | Paul Brown                    |              |
| Emma                                             | Ruth Myers                    |              |
| Hamlet                                           | Alex Byrne                    |              |
| The Portrait of a Lady                           | Janet Patterson               |              |
| 1997 (70e)                                       |                               |              |
| Titanic                                          | Deborah L. Scott              |              |
| Amistad                                          | Ruth E. Carter                |              |
| Kundun                                           | Dante Ferretti                |              |
| Oscar and Lucinda                                | Janet Patterson               |              |
| The Wings of the Dove                            | Sandy Powell                  |              |
| 1998 (71e)                                       |                               |              |
| Shakespeare in Love                              | Sandy Powell                  |              |
| Beloved                                          | Colleen Atwood                |              |
| Elizabeth                                        | Alexandra Byrne               |              |
| Pleasantville                                    | Judianna Makovsky             |              |
| Velvet Goldmine                                  | Sandy Powell                  |              |
| 1999 (72e)                                       |                               |              |
| Topsy-Turvy                                      | Lindy Hemming                 |              |
| Anna and the King                                | Jenny Beavan                  |              |
| Sleepy Hollow                                    | Colleen Atwood                |              |
| The Talented Mr. Ripley                          | Ann Roth en Gary Jones        |              |
| Titus                                            | Milena Canonero               |              |

### 2000-2009
| Jaar                                              | Film                               | Ontwerper(s) |
| ------------------------------------------------- | ---------------------------------- | ------------ |
| 2000 (73e)                                        |                                    |              |
| Gladiator                                         | Janty Yates                        |              |
| 102 Dalmatians                                    | Anthony Powell                     |              |
| Crouching Tiger, Hidden Dragon                    | Tim Yip                            |              |
| Dr. Seuss' How the Grinch Stole Christmas         | Rita Ryack                         |              |
| Quills                                            | Jacqueline West                    |              |
| 2001 (74e)                                        |                                    |              |
| Moulin Rouge!                                     | Catherine Martin en Angus Strathie |              |
| The Affair of the Necklace                        | Milena Canonero                    |              |
| Gosford Park                                      | Jenny Beavan                       |              |
| Harry Potter and the Sorcerer's Stone             | Judianna Makovsky                  |              |
| The Lord of the Rings: The Fellowship of the Ring | Ngila Dickson en Richard Taylor    |              |
| 2002 (75e)                                        |                                    |              |
| Chicago                                           | Colleen Atwood                     |              |
| Frida                                             | Julie Weiss                        |              |
| Gangs of New York                                 | Sandy Powell                       |              |
| The Hours                                         | Ann Roth                           |              |
| The Pianist                                       | Anna Sheppard                      |              |
| 2003 (76e)                                        |                                    |              |
| The Lord of the Rings: The Return of the King     | Ngila Dickson en Richard Taylor    |              |
| Girl with a Pearl Earring                         | Dien van Straalen                  |              |
| The Last Samurai                                  | Ngila Dickson                      |              |
| Master and Commander: The Far Side of the World   | Wendy Stites                       |              |
| Seabiscuit                                        | Judianna Makovsky                  |              |
| 2004 (77e)                                        |                                    |              |
| The Aviator                                       | Sandy Powell                       |              |
| Finding Neverland                                 | Alexandra Byrne                    |              |
| Lemony Snicket's A Series of Unfortunate Events   | Colleen Atwood                     |              |
| Ray                                               | Sharen Davis                       |              |
| Troy                                              | Bob Ringwood                       |              |
| 2005 (78e)                                        |                                    |              |
| Memoirs of a Geisha                               | Colleen Atwood                     |              |
| Charlie and the Chocolate Factory                 | Gabriella Pescucci                 |              |
| Mrs. Henderson Presents                           | Sandy Powell                       |              |
| Pride & Prejudice                                 | Jacqueline Durran                  |              |
| Walk the Line                                     | Arianne Phillips                   |              |
| 2006 (79e)                                        |                                    |              |
| Marie Antoinette                                  | Milena Canonero                    |              |
| Curse of the Golden Flower                        | Yee Chung Man                      |              |
| The Devil Wears Prada                             | Patricia Field                     |              |
| Dreamgirls                                        | Sharen Davis                       |              |
| The Queen                                         | Consolata Boyle                    |              |
| 2007 (80e)                                        |                                    |              |
| Elizabeth: The Golden Age                         | Alexandra Byrne                    |              |
| Across the Universe                               | Albert Wolsky                      |              |
| Atonement                                         | Jacqueline Durran                  |              |
| La Vie en Rose                                    | Marit Allen                        |              |
| Sweeney Todd: The Demon Barber of Fleet Street    | Colleen Atwood                     |              |
| 2008 (81e)                                        |                                    |              |
| The Duchess                                       | Michael O'Connor                   |              |
| Australia                                         | Catherine Martin                   |              |
| The Curious Case of Benjamin Button               | Jacqueline West                    |              |
| Milk                                              | Danny Glicker                      |              |
| Revolutionary Road                                | Albert Wolsky                      |              |
| 2009 (82e)                                        |                                    |              |
| The Young Victoria                                | Sandy Powell                       |              |
| Bright Star                                       | Janet Patterson                    |              |
| Coco Before Chanel                                | Catherine Leterrier                |              |
| The Imaginarium of Doctor Parnassus               | Monique Prudhomme                  |              |
| Nine                                              | Colleen Atwood                     |              |

### 2010-2019
| Jaar                                    | Film                                 | Ontwerper(s) |
| --------------------------------------- | ------------------------------------ | ------------ |
| 2010 (83e)                              |                                      |              |
| Alice in Wonderland                     | Colleen Atwood                       |              |
| I Am Love                               | Antonella Cannarozzi                 |              |
| The King's Speech                       | Jenny Beavan                         |              |
| The Tempest                             | Sandy Powell                         |              |
| True Grit                               | Mary Zophres                         |              |
| 2011 (84e)                              |                                      |              |
| The Artist                              | Mark Bridges                         |              |
| Anonymous                               | Lisy Christl                         |              |
| Hugo                                    | Sandy Powell                         |              |
| Jane Eyre                               | Michael O'Connor                     |              |
| W.E.                                    | Arianne Phillips                     |              |
| 2012 (85e)                              |                                      |              |
| Anna Karenina                           | Jacqueline Durran                    |              |
| Les Misérables                          | Paco Delgado                         |              |
| Lincoln                                 | Joanna Johnston                      |              |
| Mirror Mirror                           | Eiko Ishioka                         |              |
| Snow White and the Huntsman             | Colleen Atwood                       |              |
| 2013 (86e)                              |                                      |              |
| The Great Gatsby                        | Catherine Martin                     |              |
| 12 Years a Slave                        | Patricia Norris                      |              |
| American Hustle                         | Michael Wilkinson                    |              |
| The Grandmaster                         | William Chang Suk Ping               |              |
| The Invisible Woman                     | Michael O'Connor                     |              |
| 2014 (87e)                              |                                      |              |
| The Grand Budapest Hotel                | Milena Canonero                      |              |
| Inherent Vice                           | Mark Bridges                         |              |
| Into the Woods                          | Colleen Atwood                       |              |
| Maleficent                              | Anna B. Sheppard                     |              |
| Mr. Turner                              | Jacqueline Durran                    |              |
| 2015 (88e)                              |                                      |              |
| Mad Max: Fury Road                      | Jenny Beavan                         |              |
| Carol                                   | Sandy Powell                         |              |
| Cinderella                              | Sandy Powell                         |              |
| The Danish Girl                         | Paco Delgado                         |              |
| The Revenant                            | Jacqueline West                      |              |
| 2016 (89e)                              |                                      |              |
| Fantastic Beasts and Where to Find Them | Colleen Atwood                       |              |
| Allied                                  | Joanna Johnston                      |              |
| Florence Foster Jenkins                 | Consolata Boyle                      |              |
| Jackie                                  | Madeline Fontaine                    |              |
| La La Land                              | Mary Zophres                         |              |
| 2017 (90e)                              |                                      |              |
| Phantom Thread                          | Mark Bridges                         |              |
| Beauty and the Beast                    | Jacqueline Durran                    |              |
| Darkest Hour                            | Jacqueline Durran                    |              |
| The Shape of Water                      | Luis Sequeira                        |              |
| Victoria & Abdul                        | Consolata Boyle                      |              |
| 2018 (91e)                              |                                      |              |
| Black Panther                           | Ruth Carter                          |              |
| The Ballad of Buster Scruggs            | Mary Zophres                         |              |
| The Favourite                           | Sandy Powell                         |              |
| Mary Poppins Returns                    | Sandy Powell                         |              |
| Mary Queen of Scots                     | Alexandra Byrne                      |              |
| 2019 (92e)                              |                                      |              |
| Little Women                            | Jacqueline Durran                    |              |
| The Irishman                            | Sandy Powell en Christopher Peterson |              |
| Jojo Rabbit                             | Mayes C. Rubeo                       |              |
| Joker                                   | Mark Bridges                         |              |
| Once Upon a Time in Hollywood           | Arianne Phillips                     |              |

### 2020-2029
| Jaar                              | Film                                         | Ontwerper(s) |
| --------------------------------- | -------------------------------------------- | ------------ |
| 2020 (93e)                        |                                              |              |
| Ma Rainey's Black Bottom          | Ann Roth                                     |              |
| Emma                              | Alexandra Byrne                              |              |
| Mank                              | Trish Summerville                            |              |
| Mulan                             | Bina Daigeler                                |              |
| Pinocchio                         | Massimo Cantini Parrini                      |              |
| 2021 (94e)                        |                                              |              |
| Cruella                           | Jenny Beavan                                 |              |
| Cyrano                            | Massimo Cantini Parrini en Jacqueline Durran |              |
| Dune                              | Jacqueline West en Robert Morgan             |              |
| Nightmare Alley                   | Luis Sequeira                                |              |
| West Side Story                   | Paul Tazewell                                |              |
| 2022 (95e)                        |                                              |              |
| Black Panther: Wakanda Forever    | Ruth Carter                                  |              |
| Babylon                           | Mary Zophres                                 |              |
| Elvis                             | Catherine Martin                             |              |
| Everything Everywhere All at Once | Shirley Kurata                               |              |
| Mrs. Harris Goes to Paris         | Jenny Beavan                                 |              |
| 2023 (96e)                        |                                              |              |
| Poor Things                       | Holly Waddington                             |              |
| Barbie                            | Jacqueline Durran                            |              |
| Killers of the Flower Moon        | Jacqueline West                              |              |
| Napoleon                          | Janty Yates en Dave Crossman                 |              |
| Oppenheimer                       | Ellen Mirojnick                              |              |
| 2024 (97ste)                      |                                              |              |
| Wicked                            | Paul Tazewell                                |              |
| A Complete Unknown                | Arianne Phillips                             |              |
| Conclave                          | Lisy Christl                                 |              |
| Gladiator II                      | Janty Yates en Dave Crossman                 |              |
| Nosferatu                         | Linda Muir                                   |              |